# Johan Lindgren (tivoliägare)
Johan Erik Lindgren, född 11 augusti 1888 i Sköns församling i Västernorrlands län, död 13 november 1940 i Sofia församling i Stockholms län, var en svensk tivoliägare.
Efter att ha drivit ett ambulerande tivoli slog sig Johan Lindgren 1924 ner mitt emot Gröna Lund vid Allmänna gränd på Djurgården i Stockholm där han grundade Nöjesfältet och snabbt blev en utmanande konkurrent. Stridigheterna mellan Lindgrens och familjen Nilsson som drev Gröna Lund resulterade i rena sabotage mellan de båda företagen. Nöjesfältet drev han fram till sin död 1940.
Johan Lindgren var 1912–1939 gift med Elin Eliasson (1886–1978), omgift Andersson, och bland parets barn märks tivoliägaren John Lindgren (1916–1991), gift med Ninni Nilsson. John Lindgren övertog Nöjesfältet och drev det fram till 1957, varefter makarna övergick till Gröna Lund. Bland barnbarnen märks John Lindgren Jr och Nadja Bergén.
Sonens kärlekssaga med konkurrentens dotter är filmatiserad av Måns Mårlind och Björn Stein i Eld & lågor (2019), där Johan Lindgren spelas av Lennart Jähkel.